# Station Golczewo Pomorskie
Station Golczewo Pomorskie was een spoorwegstation in de Poolse plaats Golczewo.